# Город страха (фильм, 2024)
«Город страха» (англ. A Sacrifice) — художественный фильм режиссёра Джордана Скотта. Главные роли в фильме исполнили Эрик Бана, Сэди Синк и Сильвия Хукс. Экранизация романа «Токио» Николаса Хогга.
Премьера в кинотеатрах США прошла 28 июня 2024 года.

## Описание сюжета
Бен Монро – американец, известный учёный, социальный психолог работает в Берлине. Он пытается помочь пациентке, слушающей проповеди некоей женщины в зелёном, но та не пускает его в квартиру, и они разговаривают через закрытую дверь. Коллега по институту Макс Аусманн привозит его на место преступления, группа людей в ритуальных одеждах отравилась цианидом, а одного заупрямившегося, очевидно, задушили мешком. У каждого во рту раковина. Там же Бен знакомится с психологом Ниной Хоффманн и у них завязывается роман. Из-за происшествия Бен не успевает встретить в аэропорту дочь Маззи, приехавшую к нему на полгода, та добирается на электричке и знакомится с юношей Мартином, они начинают встречаться. Тот приводит её в некую экологическую Группу. Её лидер – Хилма Фухс (та самая женщина в зелёном) пропагандирует отрешение от личности в пользу коллектива, охрану природы и искупление вины человека перед природой путём жертвы. Она тепло встречает Маззи. 
На озере Липниц находят тела двоих утопленников, но Бена и Нину этот случай не заинтересовывает. Полиция выясняет личность утопившейся девушки, это Лотта Йотт. Она состояла в Группе и  утопилась в озере по наущению Хилмы и с помощью Мартина. Маззи разругивается с отцом и отправляется с одноклассницей Ларисой в ночной клуб, где случайный юноша угощает их наркотиком. Маззи становится плохо, и Лариса отводит её в парк, рассчитывая там переночевать. В клубе случайно оказывается Мартин, снимавший стресс танцами и наркотиком. Он закалывает юношу, выслеживает девушек и увозит Маззи. Та приходит в себя в здании Группы, где Хилда провозглашает, что теперь они – её семья. Маззи, догадавшись о зловещей натуре Хилмы, отказывается выпить предложенную настойку. Хилма, недовольная проявлением неуважения, приказывает охраннику усыпить Маззи. Он выговаривает Мартину, что тот, как и с Лоттой, попавшей во все новости, подвёл Группу, ускорив выполнение их планов, и приказывает ему отвезти девушку на озеро Липниц и ждать приказов. 
Бен, проведя ночь с Ниной, спохватывается потерей Маззи и собирается звонить в полицию, но Нина просит его повременить, предлагая помощь своих знакомых.  Она сообщает, что прохожие видеи как девушку занесли в некий центр и вызвали полицию. На самом деле Нина и составила план по вовлечению Бена  в Группу, рассчитывая, что его известность и связи помогут Группе обрести всемирное признание. Она приказала Мартину вступить в контакт с Маззи и вместе с Хилмой организовала групповое самоубийство членов Группы, на месте происшествия познакомившись с Беном. Родители Нины давно совершили самоубийство, передав Хилме руководство Группой и судьбу дочери. Нина по приказу Хилмы привозит Бена в здание Группы, но шокированный Бен, оценив истинное лицо Хилмы и Нины, не желает слушать их проповеди. Он догадывается по сентенции Хилмы, что разговаривал через дверь с Лоттой и что дочь увезли на озеро Липниц. Бен сбегает. Хилма приказывает Нине и другим членам группы совершить самосожжение и уходит из полыхающего центра. Подавленный Мартин возвращается в своё жилище, оборудованное в покинутом доме под снос, к трупу недавно умершей бабушки, срабатывает взрывчатка, заложенная строителями. Маззи, очнувшись на берегу озера, всё ещё под действием наркотиков пытается утопиться, но подоспевший Бен спасает дочь. Дочь Аусманна Эльза слушает проповеди Хилмы, по ссылке, оставленной Маззи.

## В ролях
- Эрик Бана — Бен Монро
- Сильвия Хукс — Нина
- Сэди Синк — Маззи
- Джонас Дасслер — Мартин
- Софи Ройс — Хилма

## Производство
Съёмки фильма начались в Берлине в сентябре 2022 года. Совместное производство США и Германии. Производство кинокомпаний Scott Free Productions совместно с Augenschein FilmProduktion. Актриса Кирнан Шипка была приглашена на одну из ролей в январе 2022 года вместе с Баной, но покинула проект ещё до начала съёмок в сентябре 2022 года. В мае 2022 года к актёрскому составу присоединилась Сильвия Хукс. В сентябре 2022 года в актёрский состав вошли Сэди Синк, Йонас Дасслер и Софи Ройс. Съёмки завершились в декабре 2022 года.
Права на кинопрокат фильма поделят кинокомпании Protagonist Pictures и Augenschein Sales.
Премьера была запланирована на 28 июня 2024.